# لیو ۶۷۴۳
سیارک ۶۷۴۳ (به انگلیسی: 6743 Liu، نامگذاری:1994GS) شش هزار و هفتصد و چهل و سومین سیارک کشف شده‌است که در ۸ آوریل ۱۹۹۴ کشف شد.
قدر مطلق سیارک برابر ۱۳٫۴۰ است.